# Masters Doubles WCT 1976 - Doppio
Il doppio del torneo di tennis Masters Doubles WCT 1976, facente parte della categoria World Championship Tennis, ha avuto come vincitori Wojciech Fibak e Karl Meiler che hanno battuto in finale Bob Lutz e Stan Smith con il punteggio di 6–2, 2–6, 3–6, 6–3, 6–4.

## Teste di serie
1. Brian Gottfried /  Raúl Ramírez (semifinali)

1. Bob Lutz /  Stan Smith (finale)

## Tabellone

### Legenda
| - Q = Qualificato - WC = Wild card - LL = Lucky loser | - ALT = Alternate - SE = Special Exempt - PR = Protected Ranking | - w/o = Walkover - r = Ritirato - d = Squalificato |

|  | Quarti di finale           | Quarti di finale              | Quarti di finale              | Quarti di finale           | Quarti di finale | Quarti di finale | Quarti di finale |  |  | Semifinali                   | Semifinali                   | Semifinali            | Semifinali          | Semifinali | Semifinali | Semifinali |   |   | Finale                     | Finale                     | Finale | Finale | Finale | Finale | Finale |  |
|  |                            |                               |                               |                            |                  |                  |                  |  |  |                              |                              |                       |                     |            |            |            |   |   |                            |                            |        |        |        |        |        |  |
|  | 1                          | Brian Gottfried Raúl Ramírez  | Brian Gottfried Raúl Ramírez  | 6                          | 7                | 4                | 6                |  |  |                              |                              |                       |                     |            |            |            |   |   |                            |                            |        |        |        |        |        |  |
|  |                            | Anand Amritraj Vijay Amritraj | Anand Amritraj Vijay Amritraj | 2                          | 6                | 6                | 4                |  |  | Brian Gottfried Raúl Ramírez | Brian Gottfried Raúl Ramírez | 4                     | 4                   | 6          | 6          | 4          |   |   |                            |                            |        |        |        |        |        |  |
|  | Wojciech Fibak Karl Meiler | Wojciech Fibak Karl Meiler    | Wojciech Fibak Karl Meiler    | Wojciech Fibak Karl Meiler | 7                | 7                | 7                |  |  | Wojciech Fibak Karl Meiler   | Wojciech Fibak Karl Meiler   | 6                     | 6                   | 4          | 4          | 6          |   |   |                            |                            |        |        |        |        |        |  |
|  | Ross Case Geoff Masters    | Ross Case Geoff Masters       | Ross Case Geoff Masters       | Ross Case Geoff Masters    | 6                | 6                | 5                |  |  |                              |                              |                       |                     |            |            |            |   |   | Wojciech Fibak Karl Meiler | Wojciech Fibak Karl Meiler | 6      | 2      | 3      | 6      | 6      |  |
|  | Arthur Ashe Tom Okker      | Arthur Ashe Tom Okker         | Arthur Ashe Tom Okker         | 4                          | 6                | 6                | 7                |  |  |                              |                              | Bob Lutz Stan Smith   | Bob Lutz Stan Smith | 3          | 6          | 6          | 3 | 4 |                            |                            |        |        |        |        |        |  |
|  | John Alexander Phil Dent   | John Alexander Phil Dent      | John Alexander Phil Dent      | 6                          | 3                | 4                | 6                |  |  | Arthur Ashe Tom Okker        | Arthur Ashe Tom Okker        | Arthur Ashe Tom Okker | 2                   | 6          | 6          | 6          |   |   |                            |                            |        |        |        |        |        |  |
|  | 2                          | Bob Lutz Stan Smith           | Bob Lutz Stan Smith           | Bob Lutz Stan Smith        | 6                | 6                | 6                |  |  | Bob Lutz Stan Smith          | Bob Lutz Stan Smith          | Bob Lutz Stan Smith   | 6                   | 7          | 2          | 7          |   |   |                            |                            |        |        |        |        |        |  |
|  |                            | Eddie Dibbs Harold Solomon    | Eddie Dibbs Harold Solomon    | Eddie Dibbs Harold Solomon | 1                | 3                | 4                |  |  |                              |                              |                       |                     |            |            |            |   |   |                            |                            |        |        |        |        |        |  |